# Документальное кино Леонида Млечина
«Документальное кино Леонида Млечина» — документальная телепрограмма, выходившая с 30 января 1998 по 30 октября 2014 года на телеканале «ТВ Центр».
Содержит фильмы циклов:
- «Особая папка» (31 фильм)
- «Герои и жертвы холодной войны» (17 фильмов)
- «Гражданская война. Забытые сражения» (12 фильмов)
- Другое (16 фильмов)

## Фестивали и награды
Программа — лауреат Гран-при по конкурсу телепрограмм на II Международном телекинофоруме «Вместе» (2001)
Сценарии фильмов неоднократно отмечались престижными наградами. «Женщины, мечтавшие о власти» — «ТЭФИ-2007» в номинации «Сценарист телевизионной программы», «Нас ждёт холодная зима» из цикла «Герои и жертвы холодной войны» — «ТЭФИ-2009».